# 漫画編集者
漫画編集者（まんがへんしゅうしゃ）は、漫画の編集を生業とする人のこと。大きく区別して漫画作品編集者と漫画単行本編集者がいる。ただ漫画編集者というときは、漫画作品編集者を指すことが一般的。漫画記者という言葉も用いられる。

## 概要
小説・学術書・啓発書などフィクション、ノンフィクションに関わらず、出版社を通して出版される書籍には編集者が存在するように、漫画においても必ず編集者が介在する（当然ながら同人誌など出版社を通さない出版は異なる）。
漫画作品編集者の場合には出版社の社員が編集者となるのが一般的だが、漫画単行本編集者の場合には出版元と契約を結んだ編集プロダクションの社員が編集者となることもある。
文字媒体の書籍には作者のあとがきがあり、そこで著者が担当編集者にお礼を述べるのが一般的だが、漫画業界では異なる。漫画編集者の名前が表に出てこないことも多い。
ただし、作家によっては雑誌の巻末コメントや単行本のあとがき漫画で担当編集者に言及することや、編集者をモデルにしたキャラクターを漫画内に登場させることもある。

## 分類
大きく分ければ漫画作品編集者、漫画単行本編集者に分けられる。しかし、このような言葉は通常されず、言及する場合はただ単に「編集者」または「記者」と表すが、そのときは漫画作品編集者を指すことが多い。

### 漫画作品編集者
漫画作品の編集を行う者のこと。「○○（出版雑誌名が入る）編集部」に所属するのが通常。漫画単行本編集者がいない場合はあっても、漫画作品編集者がいない場合はない。一口に漫画作品編集者と言っても、作品に関わる度合いは会社や編集部毎に異なり、業務範囲の明確な範囲はない。一般的には作家とプロットの打合せからネームにアドバイスを加えて改善するなど漫画原作者と同等の仕事を行う編集者（樹林伸や長崎尚志など）が多いが、まったく内容に関わらない編集者もいる。
作品内容に関わらない漫画作品編集者でも、漫画家の進捗状況を確認して出版計画が遅れないように原稿を受け取ること、（出版した書籍に問題があるときには出版元にも非難がいくため）出版して問題ない表現か否かは検閲することは最低限行っている。写植を貼ったり、煽り文（主に雑誌連載の最後のページに漫画内に付される文章、単行本化の際は消される）や柱書を考えたりもする。
漫画家志望者の持ち込みや投稿を受け、売れる漫画家を見分けて、方向性をアドバイスをすることも大きな仕事の一つである。
漫画において、漫画家が締め切りに追われ、編集者に催促されたり、時には漫画家が締め切りの厳しい督促から逃れるために逃走を図り、それを編集者が追いかけたりする表現が多く見られるが、これらで描かれる編集者は漫画作品編集者である。

### 漫画単行本編集者
漫画を単行本化する際に編集を行う者、もしくは漫画を基にした公式ファンブックの編集を行う者のこと。20世紀中盤までに見られた貸本専門漫画は、雑誌を出版する必要がないため、漫画作品編集者と漫画単行本編集者を分ける必要がなかった。20世紀中盤以降、新聞四コマ漫画などの一部を除き、漫画は漫画雑誌に載って後に単行本化することが一般的になった。これにより漫画作品編集者と漫画単行本編集者は区別されるようになった。
週刊誌にあっては、単行本の編集作業を行う余裕がないため、編集プロダクションに制作を委託するときもある。その際においては編集プロダクションの名前が記載されることはほぼなく、編集者が誰なのかは不明なままが多い。公式ファンブックをつくる際は、編集プロダクションや編集者名が奥付に示されることもある。

## 漫画編集者を描いた作品

### 漫画
- 『編集王』-土田世紀
- 『サルでも描けるまんが教室』-原作・竹熊健太郎、作画・相原コージ
- 『少年リーダム 〜友情・努力・勝利の詩〜』-原作・西村繁男、作画・次原隆二
- 『バクマン。』-原作・大場つぐみ、作画・小畑健
- 『ヘン集女王』-高内優向
- 『まんがーる!』-玉岡かがり
- 『重版出来!』-松田奈緒子
- 『ヒットマン』- 瀬尾公治

### 小説
- 『漫画王国の崩壊』-西村繁男

### 伝記
- 『漫画家 この素晴らしき人たち』-山本和夫
- 『さらば わが青春の『少年ジャンプ』』-西村繁男
- 『マンガ編集者狂笑録』-長谷邦夫